# The Search (serie de televisión)
The Search (Hangul: 써치; RR: Sseochi, también conocida como Search), es una serie de televisión surcoreana transmitida del 17 de octubre de 2020 hasta el 15 de noviembre de 2020, a través de OCN.

## Sinopsis[3]
La serie se centra en la historia de supervivencia de un grupo de búsqueda que lucha contra criaturas monstruosas dentro de la primera línea de la frontera de la zona desmilitarizada (DMZ), quienes son enviados a investigar misteriosas desapariciones y muertes.
Yong Dong-jin, es un joven adiestrador de perros militares que está a solo un mes de cumplir su fecha para ser dado de alta del ejército, cuando es enviado a formar parte del grupo de búsqueda, donde pronto se encuentra con criaturas dentro la zona desmilitarizada.
Destacando el vínculo conmovedor entre los miembros del grupo de búsqueda todos deberán luchar por escapar juntos y vivos de la zona desmilitarizada.

## Reparto

### Personajes principales
| Actor          | Personaje     | N.º de episodios | Notas |
| -------------- | ------------- | ---------------- | --- |
| Jang Dong-yoon | Yong Dong-jin | 10               | Es un adiestrador de perros militar que está contando los días hasta su alta cuando es elegido inesperadamente como miembro de la unidad de la misión especial "Polaris". |
| Yoon Park      | Song Min-gyu  | 10               | Es un oficial de élite que es el primero en ofrecerse como voluntario para ser el líder de la unidad de la misión especial "Polaris", sin embargo a menudo pone a su equipo en peligro. |
| Lee Hyun-wook  | Lee Joon-sung | 10               | Es el líder equipo adjunto de búsqueda de la unidad de la misión especial "Polaris". Es un hombre con la mente de un verdadero soldado y ocasionalmente entra en conflicto con Song Min-gyu, el líder de su equipo, a medida que comienzan a desarrollarse situaciones extremas.                                                                                             |
| Moon Jeong-hee | Kim Da-jung   | 10               | Es una reservista que alguna vez fue la jefa del equipo de fuerzas especiales a cargo del contraterrorismo y ahora trabaja como guía turístico en el "DMZ Memorial Hall". Da-jung quiere vivir una vida tranquila junto a su familia cerca de la línea de control civil en el pueblo de Cheongong, pero inesperadamente recibe una oferta para unirse al equipo de búsqueda. |
| Krystal        | Son Ye-rim    | 10               | Es una teniente asignada como oficial especial a cargo de investigar los misteriosos incidentes que ocurren en la zona desmilitarizada dentro de la unidad de la misión especial "Polaris". |

### Personajes secundarios

#### Miembros de la Unidad "Polaris"
| Actor                 | Personaje      | N.º de episodios | Notas |
| --------------------- | -------------- | ---------------- | --- |
| Jang Dong-yoon        | Yong Dong-jin  | 10               | |
| Yoon Park             | Song Min-gyu   | 10               | Es el líder de la unidad. |
| Lee Hyun-wook         | Lee Joon-sung  | 10               | Es el líder equipo adjunto. |
| Choi Yoon-je (최윤제) | Joo Moon-cheol | -                | Es un miembro de la unidad de la misión especial "Polaris". |
| Lee Ha-yul            | Park Ki-hyung  | -                | Es un sargento en servicio activo y un soldado de tercera generación en su familia. Cuando se suponía que debía casarse, es asignado a la operación en la zona desmilitarizada (DMZ) como el francotirador de la unidad de la misión especial "Polaris". |
| Krystal               | Son Ye-rim     | -                | |

#### Miembros del incidente en 1997
| Actor                        | Personaje         | N.º de episodios | Notas |
| ---------------------------- | ----------------- | ---------------- | --- |
| Yoo Sung-joo Hong Eui-joon   | Lee Hyuk          | -                | Es el presidente de la Comisión de Defensa Nacional y Asambleísta Nacional, que se ha postulado para las elecciones presidenciales. En el pasado formó parte de la operación de búsqueda de 1997 en la zona desmilitarizada. |
| Choi Deok-moon Park Chang-ik | Han Dae-shik      | -                | Es el Comandante de las Fuerzas Armadas del Ministerio de Defensa de la República de Corea. Ha ascendido a la posición actual luego de sobrevivir a un tiroteo con el ejército norcoreano en la DMZ en 1997, sin embargo a sufre un trastorno por estrés postraumático debido al impacto de ese accidente. Cuando surge una situación en la DMZ, instruye al Capitán Song Min-gyu a realizar una misión secreta. |
| Yeon Woo-jin                 | Cho Min-guk       | -                | Fue el comandante de la operación de búsqueda de 1997 en la zona desmilitarizada (DMZ). |
| Lee Ga-kyung                 | Ri Kyung-hee      | 1, 10            | Es una desertora. |
| Kim In-woo Jin Shi-won       | Dr. Baek Won-chul | - 2              | Es el director del Centro de Salud de Cheongong. En el pasado fue un teniente que participó en la operación de búsqueda de 1997 en la zona desmilitarizada. |

#### Empleados de KCST
| Actor          | Personaje   | N.º de episodios | Notas                                                                                        |
| -------------- | ----------- | ---------------- | -------------------------------------------------------------------------------------------- |
| Yoon Young-min | Jefa Moon   | -                | Es una investigadora del Comando de Defensa Química de la Fuerza de Defensa Nacional (KCST). |
| Kim Yong-hee   | Kim Ho-joon | -                | Es un coronel.                                                                               |

#### Pueblo de Cheongong
| Actor                  | Personaje         | Episodio(s) donde apareció | Notas |
| ---------------------- | ----------------- | -------------------------- | --- |
| Lee Soon-won           | Chun Min-jae      | -                          | Es el esposo de Kim Da-jeong y padre de Su-yeong, con quienes vive en el pueblo de Cheongong.                                      |
| Park Da-yeon           | Chun Su-yeong     | -                          | Es la pequeña hija de Kim Da-jeong y Chun Min-jae. Una joven alegre que a quien le encanta estar cerca del sargento Yong Dong-jin. |
| Kim In-woo Jin Shi-won | Dr. Baek Won-chul | - 2                        | Es el director del Centro de Salud de Cheongong. En el pasado fue un teniente.                                                     |
| Jung Da-won            | Enfra. Chae       | -                          | Es una enfermera del pueblo de Cheongong.                                                                                          |
| Oh Je-geun             | Jae-shik          | -                          | Es el jefe del pueblo de Cheongong.                                                                                                |
| Son Young-sun          | -                 | -                          | Es una miembro del pueblo de Cheongong.                                                                                            |

#### Empleados del Restaurante
| Actor       | Personaje   | Episodios donde apareció | Notas |
| ----------- | ----------- | ------------------------ | --- |
| Kim Ho-jung | Yong Hee-ra | -                        | Es la madre del sargento Yong Dong-jin, quien dirige un restaurante llamado "Yong Hee-Ra's Hangover Soup". |
| Lee Do-yup  | -           | -                        | Es el hermano de Yong Hee-ra y tío de Yong Dong-jin.                                                       |

#### Ejército de Corea del Sur
| Actor                        | Personaje          | Episodios donde apareció | Notas |
| ---------------------------- | ------------------ | ------------------------ | --- |
| Choi Deok-moon Park Chang-ik | Han Dae-shik       | -                        | Es el Comandante de las Fuerzas Armadas del Ministerio de Defensa de la República de Corea. Ha ascendido a la posición actual luego de sobrevivir a un tiroteo con el ejército norcoreano en la desmilitarizada en 1997. |
| Jung Dong-geun               | Kang Chang-hee     | 2, 7                     | |
| Kim Do-shin                  | -                  | 2, 7                     | Es un examinador médico. |
| Lee Gyeong-min               | Soldado Oh         | 1-2                      | Es un cabo militar. |
| Seo Byuk-joon                | Seo Baek-jun       | 1                        | Es uno de los entrenadores del grupo de perros militares. |
| Kim Han-jong                 | Kwon Hyuk-ki       | 1                        | Es uno de los entrenadores del grupo de perros militares. |
| Lee Tae-young                | Sgt. Choi Bong Rak | 1                        | Es un sargento. |
| Lee Dong-joo                 | Hong Do-hoon       | -                        | |
| Kim Tae-geun                 | Choi Ki-suk        | -                        | |

#### Ejército de Corea del Norte
| Actor         | Personaje     | Episodios donde apareció | Notas                     |
| ------------- | ------------- | ------------------------ | ------------------------- |
| Choi Baek-sun | Shin Yoon-gil | -                        |                           |
| Lee Dong-kyu  | -             | 1, 7                     | Es un soldado norcoreano. |
| Joo Young-ho  | -             | -                        | Es un soldado norcoreano. |
| Lim Se-chan   | -             | -                        | Es un soldado norcoreano. |

### Otros personajes
| Actor         | Personaje  | Episodios donde apareció | Notas                          |
| ------------- | ---------- | ------------------------ | ------------------------------ |
| Lee Jae-in    | -          | 5                        | Es el padre de Seo Baek-jun.   |
| Lee Ji-hyuk   | -          | 6-7                      | Es el secretario de Lee Hyuk.  |
| Ha Seung-youn | Kim Yoo-ho | 2, 8                     | Es una reportera.              |
| Kim Jung-soo  | -          | 2                        | Es un miembro de la audiencia. |
| Choi Yoon-bin | -          | 2                        | Es un matón.                   |
| Han Sang-jo   | -          | 2                        | Es un matón.                   |

## Episodios
La serie está conformada por diez episodios, los cuales fueron emitidos todos los sábados y domingos a las 10:30 (KST).

### Índices de audiencia
Los números en color rojo indican las calificaciones más bajas, mientras que los números en azul indican las calificaciones más altas.
| Ep.      | Fecha de emisión        | Participación promedio de audiencia (AGB Nielsen) | Participación promedio de audiencia (AGB Nielsen) |
| Ep.      | Fecha de emisión        | Nacional                                          | Seúl                                              |
| -------- | ----------------------- | ------------------------------------------------- | ------------------------------------------------- |
| 1        | 17 de octubre de 2020   | 2.640% (4.ª)                                      | 2.408% (4.ª)                                      |
| 2        | 18 de octubre de 2020   | 3.115% (3.ª)                                      | 3.247% (3.ª)                                      |
| 3        | 24 de octubre de 2020   | 2.280% (4.ª)                                      | 2.299% (6.ª)                                      |
| 4        | 25 de octubre de 2020   | 2.881% (3.ª)                                      | 3.135% (3.ª)                                      |
| 5        | 31 de octubre de 2020   | 3.347% (3.ª)                                      | 3.679% (3.ª)                                      |
| 6        | 1 de noviembre de 2020  | 3.919% (3.ª)                                      | 4.336% (2.ª)                                      |
| 7        | 7 de noviembre de 2020  | 3.018% (5.ª)                                      | 2.988% (6.ª)                                      |
| 8        | 8 de noviembre de 2020  | 3.532% (5.ª)                                      | 3.877% (3.ª)                                      |
| 9        | 14 de noviembre de 2020 | 3.575% (4.ª)                                      | 3.816% (3.ª)                                      |
| 10       | 15 de noviembre de 2020 | 3.922% (3.ª)                                      | 3.693% (3.ª)                                      |
| Promedio | Promedio                | 3.223%                                            | 3.348%                                            |

## Producción
La serie también es conocida como "Search".
El drama fue dirigido por Lim Dae-woong (임대웅) y Myung Hyun-woo, quienes contaron con el apoyo de los guionistas Goo Mo (구모) y Go Myung-joo (고명주).
La primera lectura del guion fue realizada en abril del 2020.
La serie también contó con el apoyo de las compañías de producción "GlowFly Pictures" y "OCN Studio".

### Distribución internacional
La serie también estará disponible con subtítulos en varios idiomas en iQIYI tanto como en el sudeste asiático, Hong Kong, Macao y Taiwán.